# Antonio Margarito
Antonio "Tony" Margarito Montiel (n. 18 martie 1978, Torrance, California, SUA) este un boxer american de origine mexicană. Este de trei ori campion mondial la categoria semimijlocie, deținând centura WBO din 2002 în 2007; cea IBF în 2008 și cea WBA (Super) într-e 2008 și 2009. 

## Rezultate în boxul profesionist
| 41 de victorii (27 prin knockout, 14 la puncte), 8 înfrângeri (2 prin knockout, 6 la puncte), 1 nedisputat |                  |                         |     |               |              |                                                          | |
| Rez. | Rezultat general | Adversar                | Tip | Runda, Timp   | Data         | Locația                                                  | Note |
| Victorie                                                                                                   | 41–8 (1)         | Carson Jones            | TD  | 7 (10), 3:00  | Sep 2, 2017  | Gimnasio Manual Bernardo Aguirre, Chihuahua City, Mexico | Decizie tehnică după ce Margarito a suferit o taietură într-o ciocnire accidentală.                                             |
| Victorie                                                                                                   | 40–8 (1)         | Ramón Álvarez           | SD  | 10            | Aug 13, 2016 | Baja California Center, Rosarito Beach, Mexico           | Câștigă centura vacantă WBO–NABO light middleweight                                                                             |
| Victorie                                                                                                   | 39–8 (1)         | Jorge Páez Jr.          | UD  | 10            | Mar 5, 2016  | Mexico City Arena, Mexico City, Mexico                   | |
| Înfrângere                                                                                                 | 38–8 (1)         | Miguel Cotto            | TKO | 10 (12), 3:00 | Dec 3, 2011  | Madison Square Garden, New York City, New York, U.S.     | Pentru centura WBA (Super) light middleweight                                                                                   |
| Înfrângere                                                                                                 | 38–7 (1)         | Manny Pacquiao          | UD  | 12            | Nov 13, 2010 | Cowboys Stadium, Arlington, Texas, U.S.                  | Pentru centura vacantă WBC light middleweight title                                                                             |
| Victorie                                                                                                   | 38–6 (1)         | Roberto García          | UD  | 10            | 8 mai 2010   | Plaza de Toros Monumental, Aguascalientes City, Mexico   | Câștigă centura vacantă WBC International light middleweight                                                                    |
| Înfrângere                                                                                                 | 37–6 (1)         | Shane Mosley            | TKO | 9 (12), 0:43  | Jan 24, 2009 | Staples Center, Los Angeles, California, U.S.            | Pierde centura WBA (Super) welterweight; Pentru centura vacantă lineal welterweight                                             |
| Victorie                                                                                                   | 37–5 (1)         | Miguel Cotto            | TKO | 11 (12), 2:05 | Jul 26, 2008 | MGM Grand Garden Arena, Paradise, Nevada, U.S.           | Câștiga centura WBA welterweight                                                                                                |
| Victorie                                                                                                   | 36–5 (1)         | Kermit Cintrón          | KO  | 6 (12), 1:57  | Apr 12, 2008 | Boardwalk Hall, Atlantic City, New Jersey, U.S.          | Câștiga centura IBF welterweight                                                                                                |
| Victorie                                                                                                   | 35–5 (1)         | Golden Johnson          | TKO | 1 (12), 2:28  | Nov 10, 2007 | Madison Square Garden, New York City, New York, U.S.     | Câștigă centura vacantă WBO Inter-Continental welterweight                                                                      |
| Înfrângere                                                                                                 | 34–5 (1)         | Paul Williams           | UD  | 12            | Jul 14, 2007 | Home Depot Center, Carson, California, U.S.              | Pierde centura WBO welterweight                                                                                                 |
| Victorie                                                                                                   | 34–4 (1)         | Joshua Clottey          | UD  | 12            | Dec 2, 2006  | Boardwalk Hall, Atlantic City, New Jersey, U.S.          | Păstrează centura WBO welterweight                                                                                              |
| Victorie                                                                                                   | 33–4 (1)         | Jaime Manuel Gómez      | TKO | 1 (12), 1:14  | Feb 18, 2006 | The New Aladdin, Paradise, Nevada, U.S.                  | Păstrează centura WBO welterweight                                                                                              |
| Victorie                                                                                                   | 32–4 (1)         | Kermit Cintrón          | TKO | 5 (12), 2:12  | Apr 23, 2005 | Caesar's Palace, Paradise, Nevada, U.S.                  | Păstrează centura WBO welterweight                                                                                              |
| Victorie                                                                                                   | 31–4 (1)         | Sebastián Luján         | TKO | 10 (12), 2:57 | Feb 18, 2005 | Boardwalk Hall, Atlantic City, New Jersey, U.S.          | Păstrează centura WBO welterweight                                                                                              |
| Înfrângere                                                                                                 | 30–4 (1)         | Daniel Santos           | TD  | 10 (12)       | Sep 11, 2004 | José Miguel Agrelot Coliseum, San Juan, Puerto Rico      | Pentru centura WBO light middleweight; Decizie tehnică split după ce Margarito a suferit o taietură într-o ciocnire accidentală |
| Victorie                                                                                                   | 30–3 (1)         | Hercules Kyvelos        | TKO | 2 (12), 0:54  | Jan 31, 2004 | Dodge Theatre, Phoenix, Arizona, U.S.                    | Păstrează centura WBO welterweight                                                                                              |
| Victorie                                                                                                   | 29–3 (1)         | Maurice Brantley        | TKO | 2 (10), 2:47  | Oct 17, 2003 | Celebrity Theatre, Phoenix, Arizona, U.S.                | |
| Victorie                                                                                                   | 28–3 (1)         | Andrew Lewis            | TKO | 2 (12), 2:31  | Feb 8, 2003  | Mandalay Bay Events Center, Paradise, Nevada, U.S.       | Păstrează centura WBO welterweight                                                                                              |
| Victorie                                                                                                   | 27–3 (1)         | Danny Perez Ramírez     | UD  | 12            | Oct 12, 2002 | Arrowhead Pond, Anaheim, California, U.S.                | Păstrează centura WBO welterweight                                                                                              |
| Victorie                                                                                                   | 26–3 (1)         | Antonio Díaz            | TKO | 10 (12), 2:17 | Mar 16, 2002 | Bally's Las Vegas, Paradise, Nevada, U.S.                | Câștigă centura vacantă WBO welterweight                                                                                        |
| NC | 25–3 (1)         | Daniel Santos           | NC  | 1 (12), 2:11  | Jan 21, 2001 | Coliseo Rubén Rodríguez, Bayamón, Puerto Rico            | Pentru centura WBO welterweight; Nedisputat după ce Margarito a suferit o taietură într-o ciocnire accidentală                  |
| Victorie                                                                                                   | 25–3             | Robert West             | KO  | 1 (10), 2:19  | Mar 30, 2001 | Convention Center, Fort Worth, Texas, U.S.               | |
| Victorie                                                                                                   | 24–3             | Frankie Randall         | RTD | 4 (10), 3:00  | Dec 10, 2000 | Shrine Building, Memphis, Tennessee, U.S.                | |
| Victorie                                                                                                   | 23–3             | José Luis Benítez       | TKO | 1 (10), 1:06  | Sep 17, 2000 | El Gran Mercado, Phoenix, Arizona, U.S.                  | |
| Victorie                                                                                                   | 22–3             | David Kamau             | TKO | 2 (10)        | Jun 16, 2000 | Fantasy Springs Resort Casino, Indio, California, U.S.   | Câștigă centura WBO–NABO welterweight                                                                                           |
| Victorie                                                                                                   | 21–3             | Sergio Martínez         | TKO | 7 (10), 2:57  | 19 Feb 2000  | Mandalay Bay Events Center, Paradise, Nevada, U.S.       | |
| Victorie                                                                                                   | 20–3             | Efrain Munoz            | KO  | 2 (10)        | Dec 15, 1999 | Quiet Cannon, Montebello, California, U.S.               | |
| Victorie                                                                                                   | 19–3             | Buck Smith              | TKO | 5 (8)         | Oct 23, 1999 | Will Rogers Memorial Center, Fort Worth, Texas, U.S.     | |
| Victorie                                                                                                   | 18–3             | Danny Perez             | SD  | 8             | Jun 12, 1999 | Fantasy Springs Resort Casino, Indio, California, U.S.   | |
| Victorie                                                                                                   | 17–3             | Daniel Mendez           | KO  | 3             | Jun 7, 1999  | Auditorio Municipal, Tijuana, Mexico                     | |
| Victorie                                                                                                   | 16–3             | Reyes Estrada           | KO  | 2             | Dec 4, 1998  | Auditorio Municipal, Tijuana, Mexico                     | |
| Victorie                                                                                                   | 15–3             | Javier Francisco Mendez | KO  | 10            | Jun 27, 1998 | Fantasy Springs Resort Casino, Indio, California, U.S.   | |
| Victorie                                                                                                   | 14–3             | Miguel Gonzalez         | UD  | 8             | Apr 24, 1998 | Scottish Rite Event Center, San Diego, California, U.S.  | |
| Victorie                                                                                                   | 13–3             | Cesar Valdez            | TKO | 5 (10), 0:42  | Nov 29, 1997 | The Orleans, Paradise, Nevada, U.S.                      | |
| Victorie                                                                                                   | 12–3             | Horatio Garcia          | UD  | 10            | Jun 26, 1997 | Reseda Country Club, Los Angeles, California, U.S.       | |
| Victorie                                                                                                   | 11–3             | Juan Soberanes          | UD  | 10            | Dec 2, 1996  | Arrowhead Pond, Anaheim, California, U.S.                | |
| Victorie                                                                                                   | 10–3             | Alfred Ankamah          | KO  | 4 (10), 2:59  | Oct 14, 1996 | Arrowhead Pond, Anaheim, California, U.S.                | |
| Înfrângere                                                                                                 | 9–3              | Rodney Jones            | UD  | 10            | Jun 28, 1996 | Culver City, California, U.S.                            | |
| Victorie                                                                                                   | 9–2              | Juan Yoani Cervantes    | KO  | 4 (8)         | Apr 18, 1996 | Grand Olympic Auditorium, Los Angeles, California, U.S.  | |
| Înfrângere                                                                                                 | 8–2              | Larry Dixon             | UD  | 10            | Feb 26, 1996 | Tijuana, Mexico                                          | |
| Victorie                                                                                                   | 8–1              | Antonio Ojeda           | KO  | 4             | Sep 10, 1995 | Tijuana, Mexico                                          | |
| Victorie                                                                                                   | 7–1              | Carlos Palafox          | PTS | 4             | Mar 18, 1995 | Tijuana, Mexico                                          | |
| Victorie                                                                                                   | 6–1              | Efrain Munoz            | PTS | 4             | Jan 26, 1995 | Tijuana, Mexico                                          | |
| Înfrângere                                                                                                 | 5–1              | Victor Lozoya           | PTS | 6             | Oct 17, 1994 | Tijuana, Mexico                                          | |
| Victorie                                                                                                   | 5–0              | Francisco Lopez         | TKO | 3 (4)         | Aug 5, 1994  | Ensenada, Mexico                                         | |
| Victorie                                                                                                   | 4–0              | Cesar Roland            | KO  | 1 (4)         | Jun 27, 1994 | Tijuana, Mexico                                          | |
| Victorie                                                                                                   | 3–0              | Victor Angulo           | TKO | 4 (4)         | Apr 25, 1994 | Tijuana, Mexico                                          | |
| Victorie                                                                                                   | 2–0              | Gilberto Plata          | UD  | 4             | Jan 21, 1994 | Tijuana, Mexico                                          | |
| Victorie                                                                                                   | 1–0              | Jose Trujillo           | UD  | 4             | Jan 14, 1994 | Tijuana, Mexico                                          | Debut |